# 格蕾絲·安娜貝爾·阿蒂帕卡
格蕾絲·安娜贝尔·阿蒂帕卡（英語：Grace Annabel Atipaka，1999年12月30日—），加納女子羽毛球運動員。

## 簡歷
2017年7月，格蕾絲·安娜贝尔·阿蒂帕卡出戰科特迪瓦羽毛球國際賽，與斯特拉·科蒂凯·阿马萨合作打進女子雙打比賽準決賽。

## 主要比賽成績
只列出曾進入準決賽的國際賽事成績：
| 年份   | 賽事                 | 公開賽級別 | 項目     | 搭檔                 | 成績   |
| ------ | -------------------- | ---------- | -------- | -------------------- | ------ |
| 2016年 | 非洲羽毛球團體錦標賽 | 其他       | 女子團體 | －                   | 季軍   |
| 2017年 | 科特迪瓦羽毛球國際賽 | 未來系列賽 | 女子雙打 | 斯特拉·科蒂凯·阿马萨 | 準決賽 |

| 2007-2017年 | 首要超級賽 | 超級賽 | 黃金大獎賽 | 大獎賽 | 國際挑戰賽 | 國際系列賽 | 未來系列賽 | 其他 |

| 2018-2026年 | 總決賽 | 超級1000賽 | 超級750賽 | 超級500賽 | 超級300賽 | 超級100賽 | 國際挑戰賽 | 國際系列賽 | 未來系列賽 | 其他 |